# Aksumsko kraljestvo
Aksumsko kraljestvo (tudi Aksum in redkeje Aksumski imperij, giz አክሱም) je bila pomembna starodavna trgovska država v severovzhodni Afriki, ki je obstajala od 4. stoletja pr. n. št. do 1. stoletja. Njegovo središče je bilo v Aksumu v današnji severni Etiopiji. Kraljestvo je rabilo ime »Etiopija« od začetka 4. stoletja.
Kraljestvo je med drugim povezano z domnevnim počivališčem svetopisemske skrinje zaveze in vladanjem Kraljice iz Sabe. Aksum je bil med prvimi velikimi imperiji in državami, ki je sprejelo krščanstvo.